# Karina Sainz Borgo
Karina Sainz Borgo, född 1982 i Venezuela, är en spanskspråkig författare av skön- och facklitteratur samt kulturjournalist som sedan 2006 är bosatt i Madrid, Spanien. Hon lämnade Venezuela när Hugo Chávez valdes om til en tredje mandatperiod 2006. 2019 utsåg Forbes Sainz Borgo till en av världens 100 mest kreativa personer. I Spanien anses hon vara "en av de mest intressanta kulturjournalisterna under 40", enligt Erik Halkjær.
Hennes debutroman La hija de la española gavs 2020 ut som Natt i Caracas på Albert Bonniers förlag, i översättning av Lina Wolff. Sainz Borgo deltog i ett samtal på Årsta Folkets hus i februari 2020 tillsammans med Wolff, om boken.
Sainz Borgo föddes och växte upp i Venezuela, men flyttade till Spanien när hon upplevde att yttrandefriheten blev sämre och det politiska läget förvärrades i Venezuela.